# Arròs de bacallà
L'àrròs de bacallà, també conegut com a arròs amb bacallà i verdures, és un plat típic de la cuina catalana. Els ingredients principals són l'arròs, el bacallà esqueixat i un sofregit amb verdures. Lés més usuals són les carxofes, la coliflor, els pèsols i el pebrot verd o vermell. Tampoc hi falta l'all i és habitual decorar-lo amb una mica de julivert ben picat. Antigament era costum fer l'arròs amb bacallà durant la quaresma. Per això a vegades se l'anomena arròs de quaresma.
L'arròs amb bacallà, d'origen humil, és un plat fet amb les verdures de temporada. A la comarca de l'Alacantí es distingeixen dos tipus:
- Arròs d'hivern, a més del bacallà duu verdures com alls tendres, espinacs, flor-i-col o carxofes.
- Arròs d'estiu, que és un arròs empedrat, amb cigrons, fesols i pebrot vermell

Una tercera variant d'aquest arròs, més humil encara, és l'arròs amb pelletes de bacallà. Per aquest arròs s'utilitza la pell de bacallà ben fregida o torrada i cruixent.